# Kelly da Silva Santos
Kelly da Silva Santos, coniugata Muller (San Paolo, 10 novembre 1979), è una cestista brasiliana, giocatrice delle Seattle Storm (WNBA) e della Nazionale di pallacanestro femminile del Brasile.

## Carriera
È stata selezionata dalle Detroit Shock al quarto giro del Draft WNBA 2001 (54ª scelta assoluta).
Ha partecipato ai Giochi olimpici nelle quattro edizioni di Sydney 2000, Atene 2004 e Pechino 2008, Rio de Janeiro 2016, conquistando una medaglia di bronzo.

## Palmarès

### Giochi olimpici
- Bronzo - Sydney 2000

### Giochi panamericani
- Bronzo - Santo Domingo 2003
- Argento - Rio de Janeiro 2007